# Internationale Friedensfahrt 1973
Die 26. Internationale Friedensfahrt (Course de la paix) war ein Radrennen, das vom 9. bis 26. Mai 1973 ausgetragen wurde.
Die 26. Auflage dieses Radrennens bestand aus 18 Einzeletappen und führte auf einer Gesamtlänge von 2076 km von Prag über Warschau nach Ost-Berlin. Mannschaftssieger war Polen. Der beste Bergfahrer war Ryszard Szurkowski aus Polen, aktivster Fahrer (Violettes Trikot) wurde Waleri Lichatschow.

## Teams und Fahrer
| 1 – Andrzej Kaczmarek 2 – Zbigniew Krzeszowiec 3 – Lucjan Lis 4 – Mieczysław Nowicki 5 – Stanisław Szozda 6 – Ryszard Szurkowski |

| 07 – Sandy Gilchrist 08 – Jack Kershaw 09 – Phil Griffith 10 – Denis Mitchell 11 – Douglas Dailey 12 – Anthony Gornall |

| 13 – Donald Allan 14 – John Trevorrow 15 – David Jose 16 – Donald Wilson 17 – Anthony Branchflower 18 – Thomas Moloney |

| 19 – Antonín Bartoníček 20 – Jozef Hajek 21 – Petr Matoušek 22 – Jiří Mainuš 23 – Jaroslav Poslušný 24 – Jiří Prchal |

| 25 – Claude Behue 26 – Jean-Louis Danguillaume 27 – Georges Talbourdet 28 – Philippe Bodier 29 – Alain Bernard 30 – Patrick Béon |

| 31 – Ludo Noels 32 – René Dillen 33 – Theo Dockx 34 – Alexander Robberecht 35 – Victor de Valckener 36 – Edmond Verbruggen |

| 37 – Leonardo Hernández 38 – Rafael Tamayo 39 – Angel Falcon 40 – Jorge Pérez 41 – Alfredo Santana 42 – José Prieto |

| 43 – Waleri Lichatschow 44 – Wladislaw Neljubin 45 – Nikolai Gorelow 46 – Alexander Gusjatnikow 47 – Rinat Scharafulin 48 – Alexander Judin |

| 49 – Erik Jensen 50 – Ryland Kehlet 0 52 – Kjell Rodian 53 – Tage Nielsen 54 – Mogens Wandborg |

| 55 – Wolfgang Fiedler 56 – Lothar Grüner 57 – Thomas Huschke 58 – Wolfram Kühn 59 – Michael Schiffner 60 – Wolfgang Wesemann |

| 61 – Ewert Diepenveen 62 – Cor Hoogedoom 63 – Piet Legierse 64 – Hermanus Lenferink 65 – Comelius Boersma 66 – Henk Smits |

| 67 – Bruno Ruggenini 68 – Fiorenzo Ballardin 69 – Giuseppe Fratini 70 – Salvatore Ghisellini 71 – Claudio Guarnieri 72 – Giuseppe Magni |

| 73 – Iwan Wassiliew 74 – Martin Martinow 75 – Dimitar Trajkow 76 – Jani Tschakarow 77 – Wesko Michailow 78 – Iwan Nikolow |

| 79 – Nicolae Andronache 80 – Constantin Grigore 81 – Alexandru Sofronie 82 – Ion Cernea 83 – Vasile Selejan 84 – Teodor Vasile |

| 85 – Edvard Öfsti 86 – Sigmund Stenseth 87 – Willie Juul Pedersen 88 – Arne Klavenes 89 – Aage Vold 0 |

| 92 – Tibor Debreceni 93 – József Peterman 94 – Imre Géra 95 – János Sipos 96 – Gábor Nagy 0 |

| 097 – Habib Benqadi 098 – Mustapha Nejjari 099 – Bouchaib Belbouj 100 – Mohamed Jaber 101 – Hachmi Aitbouth 102 – Mohamed Hajji |

## Details
| Ergebnis | Ergebnis           | Ergebnis      | Ergebnis    | Ergebnis |
| -------- | ------------------ | ------------- | ----------- | -------- |
| Erster   | Ryszard Szurkowski | ø 42,9 km/std | Polen       |          |
| Zweiter  | Stanisław Szozda   |               | Polen       |          |
| Dritter  | Waleri Lichatschow |               | Sowjetunion |          |

| Etappe     | Start – Ziel                        | Etappensieger                  | Etappen- länge | Fahrzeit |
| ---------- | ----------------------------------- | ------------------------------ | -------------- | -------- |
| Prolog     | Einzelzeitfahren in Prag            | Ryszard Szurkowski Polen       | 019 km         | 2:25:22  |
| 01. Etappe | Nehvizdy – Pardubice                | Waleri Lichatschow Sowjetunion | 090 km         | 1:50:39  |
| 02. Etappe | Pardubice – Brünn                   | Fiorenzo Ballardin Italien     | 135 km         | 2:54:18  |
| 03. Etappe | Brünn – Dubnica nad Váhom           | Ryszard Szurkowski Polen       | 156 km         | 3:37:15  |
| 04. Etappe | Dubnica nad Váhom – Banská Bystrica | Stanisław Szozda Polen         | 174 km         | 4:23:44  |
| 05. Etappe | Banská Bystrica – Poprad            | Waleri Lichatschow Sowjetunion | 141 km         | 3:22:45  |
| 06. Etappe | Tatranská Lomnica – Krakau          | Waleri Lichatschow Sowjetunion | 145 km         | 3:38:12  |
| 07. Etappe | Krakau – Kielce                     | Donald Allan Australien        | 118 km         | 2:53:44  |
| 08. Etappe | Starachowice/Marcule – Radom        | Ryszard Szurkowski Polen       | 040 km         | 2:53:34  |
| 09. Etappe | Radom – Warschau                    | Stanisław Szozda Polen         | 128 km         | 2:53:21  |
| 10. Etappe | Nieporęt – Włocławek                | René Dillen Belgien            | 154 km         | 3:10:42  |
| 11. Etappe | Toruń – Posen                       | Waleri Lichatschow Sowjetunion | 150 km         | 3:00:18  |
| 12. Etappe | Lubin – Görlitz                     | Thomas Huschke DDR             | 105 km         | 2:36:13  |
| 13. Etappe | Görlitz – Dresden                   | Zbigniew Krzeszowiec Polen     | 098 km         | 2:22:15  |
| 14. Etappe | Dresden – Halle (Saale)             | Waleri Lichatschow Sowjetunion | 166 km         | 4:22:12  |
| 15. Etappe | Halle – Potsdam                     | Theo Dockx Belgien             | 156 km         | 3:46:01  |
| 16. Etappe | Potsdam – Ost-Berlin                | Waleri Lichatschow Sowjetunion | 086 km         | 1:56:59  |
| Epilog     | Einzelzeitfahren in Ost-Berlin      | Rinat Scharafulin Sowjetunion  | 009 km         | 2:11:32  |